# Pulse (Toni Braxton)
Pulse è il settimo album in studio della cantante statunitense Toni Braxton, che è stato pubblicato negli Stati Uniti e in Canada il 4 maggio 2010, il 7 in Germania, l'8 in Australia e Paesi Bassi, il 10 nel Regno Unito ed il 12 in Giappone.
L'album segna il ritorno sulle scene musicali della cantante a cinque anni di distanza dal precedente album Libra, ed il suo esordio con la casa discografica Atlantic Records. Pulse è stato anticipato a settembre 2009 dal singolo Yesterday, e a febbraio 2010 dai due singoli Make My Heart e Hands Tied.

## Descrizione

### Composizione e pubblicazione
La registrazione dell'album è iniziata nel 2008. Toni Braxton ha dichiarato di aver registrato circa 30 canzoni, tra cui ci sono collaborazioni con Jesse McCartney (The Wave) e con l'attrice Premio Oscar Mo'Nique (Caught (Don't Take Your Hat Off)) che sono state utilizzate come bonus tracks su iTunes per la versione US Deluxe, mentre le canzoni realizzate con Robin Thicke, Darkchild e Sean Paul non sono state incluse nell'album.
L'uscita del disco, inizialmente prevista per il 2009, era stata poi fissata per il 2 febbraio 2010 ed infine rimandata al 4 maggio. Come spiegato dalla stessa Braxton, la pubblicazione è stata rinviata poiché sette delle dieci canzoni che dovevano essere incluse nell'album stavano già circolando illegalmente su internet, così la cantante ha deciso di tornare in studio per registrare del nuovo materiale. La copertina dell'album è stata mostrata in anteprima sul sito ufficiale di Toni Braxton il 9 marzo 2010.

### Singoli
- Il primo singolo Yesterday featuring Trey Songz è stato pubblicato digitalmente il 20 novembre 2009 ed ha raggiunto la dodicesima posizione nella classifica di Billboard Hot R&B/Hip-Hop Songs. La versione internazionale del singolo è interpretata dalla sola Braxton, così come la versione dell'album. Il remix con Trey Songz è stato incluso come bonus track su iTunes.[4]
- Il 28 gennaio 2010 sono stati pubblicati su iTunes negli Stati Uniti due nuovi singoli: Make My Heart e Hands Tied. A marzo 2010 Toni Braxton ha rivelato di aver girato i video per i due singoli con il regista Bille Woodruf.[10] I video sono stati presentati in anteprima il 13 ed il 14 aprile 2010.[11]
- Il video per la canzone Woman è stato presentato in anteprima il 28 giugno 2010 su Yahoo Music. Il video mostra un'interpretazione del brano dal vivo.[12]

## Tracce
La tracklist ufficiale è stata confermata dal sito di Toni Braxton il 6 aprile 2010.
1. Yesterday – 3:48 (Justin Franks, Jerome Armstrong, Michael White, Terrance Battle, Toni Braxton)
2. Make My Heart – 3:27 (Lucas Secon, Makeba Riddick, Joseph Wayne Freeman, Aubreya Gravatt, Theodore Life Jr.)
3. Hands Tied – 3:53 (Harvey Mason Jr., Warren Felder, Heather Bright)
4. Woman – 3:51 (Steve Mac, Wayne Hector)
5. If I Have to Wait – 3:56 (Michael Busbee, Jud Friedman, Allan Rich, Toni Braxton)
6. Lookin' at Me – 3:20 (Lucas Secon, Makeba Riddick)
7. Wardrobe – 3:31 (Dernst Emile, Taurian Shropshire, Harvey Mason Jr.)
8. Hero – 4:32 (Harvey Mason Jr., Kara DioGuardi, Kasia Livingston, James Fauntleroy II, Steve Russell)
9. No Way – 3:31 (Michael Warren)
10. Pulse – 3:47 (Charles Harmon, Christopher Jackson)
11. Why Won't You Love Me – 4:42 (Toni Braxton, Harvey Mason Jr.)

Tracce Bonus iTunes (edizione Deluxe)
1. Yesterday (featuring Trey Songz) – 3:46 (Justin Franks, Jerome Armstrong, Michael White, Terrance Battle, Toni Braxton)
2. Stay – 3:29 (Anna Wright, JayShawn Champion, Harvey Mason Jr., Steve Russell)
3. Rewind – 3:30 (Harvey Mason Jr., LaShawn Daniels, Brody Brown, Aaron Bay-Schuck, Tamar Braxton, Toni Braxton)
4. The Wave – 3:24 (Jesse McCartney, Makeba Riddick, Theodore Thomas)
5. Caught (Don't Take Your Hat Off) (featuring Mo'Nique) – 3:27 (Andre Harris, Vidal Davis, Bryan Sledge, Harold Lilly)
6. Yesterday (Cutmore Remix Radio Edit) – 3:26 (Justin Franks, Jerome Armstrong, Michael White, Terrance Battle, Toni Braxton)

## Classifiche
Dopo una settimana dalla pubblicazione, negli Stati Uniti l'album ha raggiunto la posizione numero 9 nella classifica Billboard 200, la numero 1 tra gli album R&B e la numero 12 per le vendite digitali.
| Classifiche (2010)    | Posizione massima |
| --------------------- | ----------------- |
| Canada                | 72                |
| Grecia                | 14                |
| Svizzera              | 9                 |
| Official Albums Chart | 28                |
| UK R&B Chart          | 7                 |
| US Billboard 200      | 9                 |
| US R&B/Hip-Hop Albums | 1                 |